# タワング

アルナーチャル・プラデーシュ州に於けるタワングの位置

タワング（英語：Tawang、中国語：达旺地区）は、インド最も東にあたるアルナーチャル・プラデーシュ州の西端に位置する地域、中華人民共和国チベット自治区とブータンの国境に接する。中華民国及び中華人民共和国が領有権を主張し、中華人民共和国はチベット自治区山南地区ツォナ県に編入している。1962年の中印国境紛争の後、インドはタワングを実効支配している。

## チベット仏教との関係

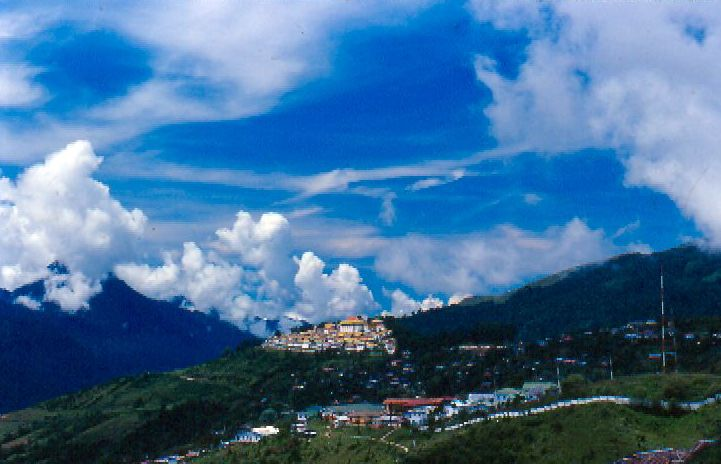
ダライ・ラマ6世法王の誕生地：タワングのタワング・タウン

タワングはチベット仏教の聖地、ダライ・ラマ6世法王の誕生地であった。
1959年にチベット動乱は発生したら、ダライ・ラマ14世がチベットからインドへ亡命した際にタワングに立ち寄った。2009年に再びタワングを訪れ、中国側はインドを激しく非難した。

## 生態
タワングはヒマラヤ東部の森林地帯にあり、住民は昔から樹脂が多く含まれるシャクナゲを燃料として使ってきた。近年、利用量の増加や土地開発でシャクナゲの群落が減少し、森林の劣化が危惧されるようになった。中国側の巨大なダムを建設し、中国側の農地への水流誘導を図るにつれて、 水不足問題がタワングで起きている。